# Martha Sleeper
Martha Sleeper (24 de junio de 1910 - 25 de marzo de 1983) fue una actriz cinematográfica estadounidense que trabajó en el cine mudo en los años veinte y en el teatro en los años cuarenta.
Nacida en Lake Bluff, Illinois, paso sus primeros años de vida en un rancho de ovejas en Wyoming. El padre de Sleeper, William B. Sleeper, trabajaba en la cadena de salas de vodevil Keith-Albee-Orpheum. 
Estudio ballet durante cinco años en Nueva York con el maestro ruso Louis H. Chalif. Su primera actuación pública tuvo lugar en el Carnegie Hall, como exhibición para sus clases. Una de sus fotos como bailarina fue enviada a un tío suyo que vivía en Los Ángeles, California, y que la expuso en una pared de su domicilio. La casa fue vendida a Emory Johnson y a su madre, Emily Johnson. Tras ver la foto, Emily escribió al The Mail Man recomendando que Sleeper trabajara en el cine.
Sleeper inició un contrato con los estudios de Hal Roach en 1924, con solo catorce años de edad. En 1926, a los 16 años, la joven actriz escribió y publicó un libro titulado Hollywood Be Thy Name, en el que hablaba sobre el trabajo, la aventura y el éxito en Hollywood.
La carrera de Sleeper se inició en 1923 y continuó hasta 1945. Sus primeros esfuerzos en la comedia con Hal Roach incluyen The Mailman (1923), The Racing Kid (1924), Trailing Trouble (1924), Please, Teacher! (1924), A Ten Minute Egg (1924), Sweet Daddy (1924), y Outdoor Pajamas (1924). También actuó en un puñado de cortos mudos de "Our Gang", incluyendo: "Better Movies" (1925), "Baby Clothes" (1926) y "Thundering Fleas" (1926). La última película de Sleeper fue The Bells of St. Mary's (1945).
Tras conseguir fama en el teatro de Nueva York, Sleeper lo dejó abruptamente en 1949. Viajó en barco con su marido a Puerto Rico, y decidió instalarse en San Juan, abriendo un negocio de ropa y decidiendo no volver a los Estados Unidos. Estuvo casada con Hardie Albright  y Harry Dresser Deutschbein. Marthe Sleeper falleció en Beaufort, Carolina del Sur, en 1983.